# Opisthosyllis brunnea
Opisthosyllis brunnea är en ringmaskart som beskrevs av Langerhans 1879. Opisthosyllis brunnea ingår i släktet Opisthosyllis och familjen Syllidae. Inga underarter finns listade i Catalogue of Life.